# Каврайський Володимир Федорович
Володимир Федорович Каврайський (1807 — 5 лютого 1858) — російський поміщик, діяч винокурної промисловості та народної освіти. Наглядач В'ятського Павлівського казенного винокурного заводу та почесний наглядач Глазівського училища.  За одною з версій, товариш поета Олександра Полежаєва.

## Життєпис
Володимир Каврайський народився у родині Федора Степановича Каврайського, який працював на керівничих посадах у різних винокурних заводах В'ятської губернії. Федір Степанович походив з козацько-старшинського, а потім дворянського роду Каврайських, його батьком був сотенний отаман Степан Васильович Каврайський. Володимир мав брата Василя, який, скоріш за все, помер до 1830 року.
Вищу освіту здобував у Імператорському Московському університеті у якості вільного слухача. Володимир Каврайський згадувався у списку осіб при університеті, які користувалися казенною квартирою та столом своїм коштом за 1823 рік, серед інших у тому списку зазначений його двоюрідний брат — Степан Каврайський та ще один вільний слухач — поет Олександр Полежаєв. Під час навчання в університеті, останній написав поему «Сашка», де кілька разів згадує свого товариша Каврайського. Хоча літературознавець Іван Воронін вважав, що в поемі йдеться про Степана Каврайського, якого він характеризував як «друг по університету та однодумець» Полежаєва. Дослідниця Лідія Насонкіна зазначала, що «поки сказати важко», кого саме мав на увазі Полежаєв у своїй поемі, це міг бути як Степан, так і його родич Володимир, а можливо ще якийсь інший Каврайський.
Володимир продовжив батьківську справу і працював наглядачем у В'ятському Павлівському казенному винокурному заводі у 1837—1839 роках та мав чин колезького реєстратора. Станом на 1849 рік, титулярний радник Володимир Каврайський був почесним наглядачем Глазівського училища. Згідно з матеріалами Дев'ятого подушного перепису (1850), він володів селом Ємандиковская та сельцем Соколовка. У його власності було 42 душі чоловічої статі та 46 жіночої статі. Згідно з місцевими переказами, у 1857 році, в Орловській губернії, поміщик Каврайський програв своїх селян шести прізвищ у карти купцю Івану Олександрову. Новий власник оселив їх у Соколовці.
Володимир Федорович Каврайський помер 5 лютого 1858 року у Слободському повіті В'ятської губернії, його спадкоємці мешкали у самій В'ятці. Серед них була і його вдова Наталія Каврайська, яка тримала у губернському місті жіночий пансіон, а у 1863 році стала начальницею новоствореного В'ятського єпархіального жіночого училища.